# قطعنامه ۵۶۰ شورای امنیت
قطعنامه ۵۶۰ شورای امنیت سازمان ملل متحد که در تاریخ ۱۲ مارس ۱۹۸۵ تصویب شد، سندی بین‌المللی دربارهٔ آفریقای جنوبی است. این قطعنامه طی نشست ۲۵۷۴ام با ۱۵ موافق، ۰ مخالف و ۰ ممتنع تصویب شد.